# Diana Wynne Jones
Diana Wynne Jones (ur. 16 sierpnia 1934 w Londynie, zm. 26 marca 2011 w Bristolu) – brytyjska autorka powieści fantasy dla dzieci i dorosłych.
W Polsce znana jest za sprawą serii „Światy Chrestomanciego”, trzech powieści o ruchomym zamku oraz powieści „Spisek w Królestwie Czarów”. Jest autorką kilkudziesięciu powieści, tłumaczonych na 15 języków.

## Światy Chrestomanciego
Seria ta oparta jest na koncepcji wszechświata składającego się z wielu różnych światów, które powstawały, gdy jakieś ważne wydarzenia mogły się zakończyć na dwa lub więcej sposobów. Światy są klasyfikowane ze względu na warunki w nich panujące i światy podobne do siebie „łączy się” w Serie.
W jednym z takich światów, w Anglii, mieszka Chrestomanci. „Chrestomanci” to tytuł urzędowy, noszony przez czarodzieja, który ma za zadanie dopilnować, by we wszystkich Seriach i wszystkich światach ludzie używali magii we właściwy sposób. Chrestomancim może zostać tylko czarodziej o dziewięciu żywotach, tj. taki, który nie ma swojego sobowtóra w żadnej z 9 pozostałych serii.
Chrestomanci mimo że nie jest główną postacią wszystkich książek, pojawił się w każdej. Taki sam obraz wszechświata autorka wykorzystała także w innych swoich powieściach i opowiadaniach.
Książki z serii w kolejności według polskich wydań:
- Zaczarowane Życie (oryg. Charmed Life, 1978)
- Tydzień Czarów (oryg. Witch Week, 1982)
- Magowie z Caprony (oryg. The Magicians of Caprona, 1980)
- Dziewięć Żywotów Christophera Chanta (oryg. The Lives of Christopher Chant, 1988)
- Magiczna Mieszanka (oryg. Mixed Magics: Four Tales of Chrestomanci, 2000), opowiadania.
- Los Konrada (oryg. Conrad's Fate, 2005)
- The Pinhoe Egg (2006) nie ukazała się jeszcze w Polsce.
- Saga o Theare (oryg. The Sage of Theare), opowiadanie w antologii Wielka księga opowieści o czarodziejach, t.1.

## Seria o Ruchomym Zamku
Książki z tej serii opowiadają o czarnoksiężniku Hauru i jego ruchomym zamku:
- Ruchomy zamek Hauru (oryg. Howl's Moving Castle, 1986)
- Zamek w chmurach (oryg. Castle in the Air, 1990)
- Dom wielu dróg (oryg. House of Many Ways, 2008)

Pierwsza z tych książek doczekała się adaptacji - filmu anime w reżyserii Hayao Miyazakiego pod tym samym tytułem, Ruchomy zamek Hauru. Wkrótce po pojawieniu się filmu na ekranach polskich kin wydano w Polsce książki, które były jego inspiracją. Imię głównego bohatera w książkowym oryginale brzmi Howl, natomiast w polskim tłumaczeniu Hauru. Zatem zrezygnowano z oryginalnego imienia angielskiego na rzecz tego, którego użyto w japońskim filmie. Zmiana ta zatarła pewne niuanse i mogła być dezorientująca – czarnoksiężnik posługiwał się bowiem wieloma imionami, między innymi Howell i Howl. W polskim tłumaczeniu to podobieństwo zanika, co nie jest bez znaczenia.
W czerwcu 2008 w Wielkiej Brytanii została wydana kolejna część serii o Ruchomym Zamku – „House of Many Ways” (dosł. Dom Wielu Dróg). Tym razem jednak akcja zaczyna się w Norlandii (a nie w Ingarii, w której rozgrywała się akcja poprzednich powieści) i tak jak w „Zamku w chmurach” na początku poznajemy losy postaci, która nie wystąpiła w poprzednich częściach. Młoda Charmain, która jest trochę rozpuszczonym molem książkowym, zostaje wysłana do domu swojego prawujka Williama, by opiekować się nim podczas jego nieobecności. Kiedy Charmain dociera do domu, jej prawujek, nie mając czasu na rozmowę, informuje ją tylko, że wszelkie informacje zostawił jej w domu i znika po chwili. Dziewczyna jest bardzo zdezorientowana, kiedy okazuje się, że w domu są tylko jedne drzwi. Powoli odkrywa, że prowadzą nie tylko do kuchni, jak myślała na początku. Tu zaczynają się przygody młodej Charmain z magią i z bohaterami z poprzednich powieści o Ruchomym Zamku.

## Inne
Spoza powyższych w Polsce ukazała się jeszcze jedna książka Diany Wynne Jones, jest to powieść niezależna od powyższych serii:
- Spisek w Królestwie Czarów (oryg. The Merlin Conspiracy 2003)

Powieść Spisek w Królestwie Czarów opowiada o losach dwojga dzieci, Nicka i Roddy, stawionych przed wielkim wyzwaniem i przygodą.
Powieść ta powiązana jest postacią jednego z głównych bohaterów, Nicka Mallory’ego, z wcześniej napisaną, lecz nie wydaną w Polsce, książką Diany Wynne Jones „Deep Secret”; poza tym żadne inne postacie nie występują w obydwu tych książkach, a wydarzenia nie są ze sobą powiązane.